# رافائل مارکز
رافائل مارکز آلوارز کاپیتان سابق تیم ملی فوتبال مکزیک است. او ۱۴۷ بازی ملی و ۱۷ گل در کارنامه خود دارد. او هم‌چنین در جام‌های جهانی ۲۰۰۲، ۲۰۰۶، ۲۰۱۰، ۲۰۱۴ و ۲۰۱۸ حضور داشته‌است.